# Tiefo (köping i Kina, Jiangsu)
Tiefo (kinesiska: 铁佛, 铁佛镇) är en köping i Kina. Den ligger i provinsen Jiangsu, i den östra delen av landet, omkring 120 kilometer nordväst om provinshuvudstaden Nanjing. Antalet invånare är 28002. Befolkningen består av 14 273 kvinnor och 13 729 män. Barn under 15 år utgör 24,0 %, vuxna 15-64 år 63 %, och äldre över 65 år 12,0 %.
Genomsnittlig årsnederbörd är 1 211 millimeter. Den regnigaste månaden är juli, med i genomsnitt 243 mm nederbörd, och den torraste är december, med 27 mm nederbörd.